# Schneeblindheit
Schneeblindheit wird in der Medizin als aktinische Keratopathie oder Photokeratitis bezeichnet. Ursache ist eine Schädigung der äußeren Hornhaut des Auges durch starke UV-Strahlung. Besonders die energiereiche und kurzwellige UV-B-Strahlung ist sehr gefährlich.
Zum Schutz des inneren Auges kann die Oberfläche der Hornhaut einen großen Teil der schädlichen Strahlung absorbieren. Bei zu starker Strahlung kommt es – ähnlich wie bei normaler Haut – zu sonnenbrandähnlichen Verbrennungen der Hornhaut und der Bindehaut, wodurch in schweren Fällen deren äußerste Schicht zerstört und abgelöst werden kann. In diesen Fällen liegen dann Nervenenden frei, wodurch es zu starken Schmerzen, extremer Lichtempfindlichkeit, Tränenfluss, geröteten Augen und Fremdkörpergefühl im Auge kommt.

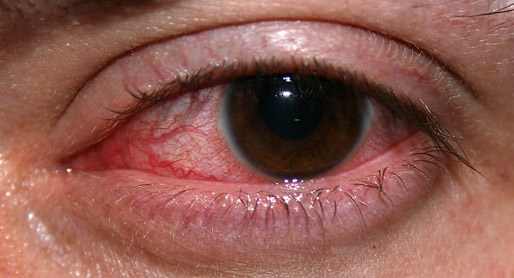
Zustand nach aktinischer Keratopathie

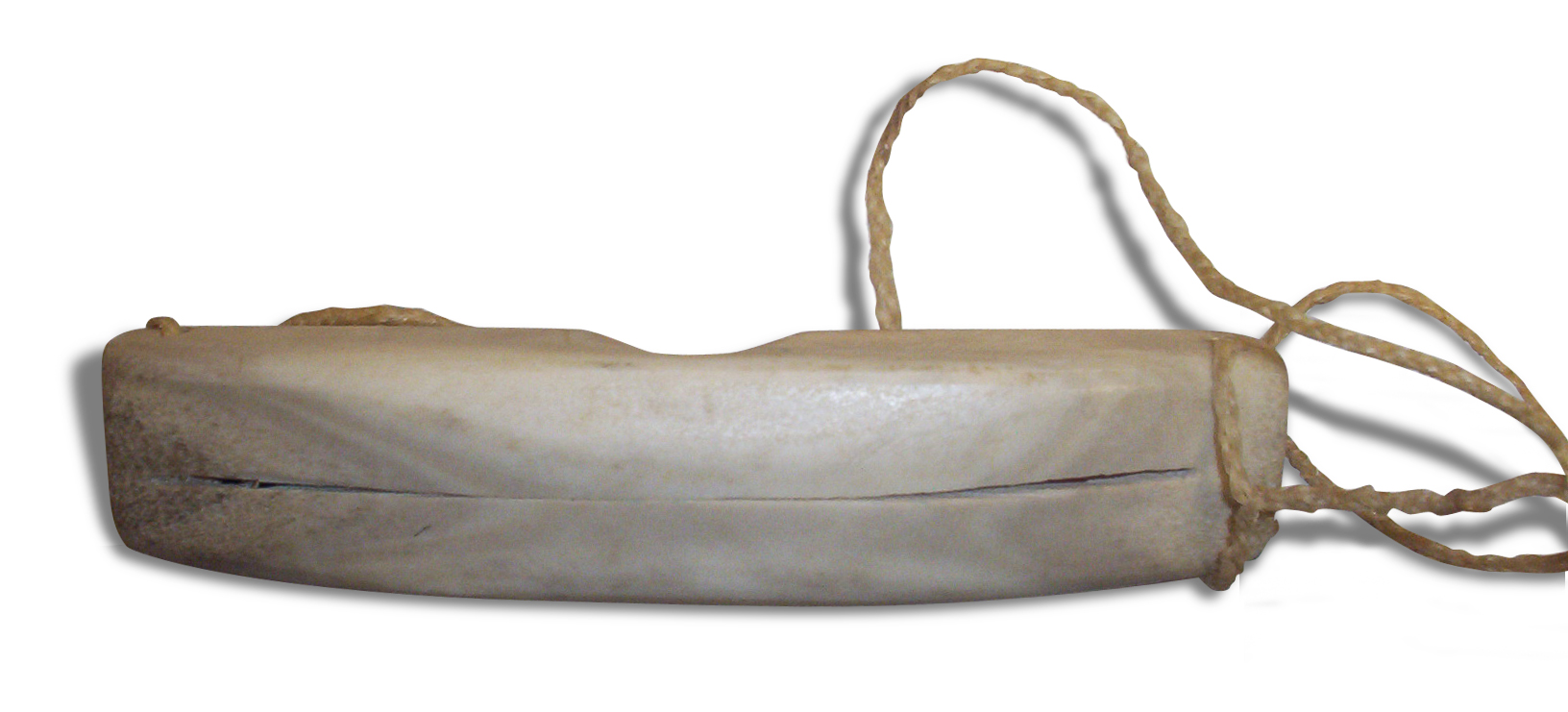
Eine traditionelle Schneebrille der Inuit gegen Schneeblindheit

Eine aktinische Keratopathie kann nicht nur auf Schnee (Reflexion der UV-Strahlung) oder in großen Höhen (in denen die natürliche Absorption durch die Erdatmosphäre vermindert ist) auftreten, sondern auch durch künstliche UV-Strahlung (Schweiß-Lichtbogen, UV-Lampen) hervorgerufen werden.
In leichteren Fällen heilt die aktinische Keratopathie ohne bleibende Schäden in zwei bis drei Tagen aus, in schwereren Fällen und insbesondere ohne ärztliche Behandlung können durch Vernarbung der Hornhaut und Schäden an der Netzhaut irreparable Sehschäden verbleiben.
Als Sofortmaßnahmen empfehlen sich Abdunkelung und Kühlen der Augen mit einem feuchten Tuch. Eine ärztliche Behandlung ist unverzichtbar.